# GeoServer
GeoServer é um software livre, mantido pelo Open Planning Project (mantenedor principal), que permite o desenvolvimento de soluções de Webmapping, integrando diversos repositórios de dados geográficos com simplicidade e alta performance. O GeoServer é um servidor de Web Map Service (WMS), 'Web Coverage Service (WCS) e de Web Feature Service-Transaction (WFS-T) completamente funcional que segue as especificações da Open Geospatial Consortium (OGC).
O foco do GeoServer é facilitar o uso e suporte para os padrões abertos, a fim de permitir qualquer um de compartilhar rapidamente suas informações geoespaciais de uma maneira interoperável.

## Principais Características
Dentre as principais características do Geoserver podemos cita algumas como:
- Inteiramente compatível com as especificações WMS, WCS  e WFS, testados pelo teste de conformidade CITE da OGC.
- Fácil utilização através da ferramenta de administração via web – não é necessário mexer em arquivo de configuração grande e complicado.
- Suporte maduro a PostGIS, Shapefile, ArcSDE e Oracle.
- VFP, MySQL, MapInfo e WFS em cascata também são formatos suportados.
- Saída do Web Map Service como JPEG, GIF, PNG, SVG e GML.
- Imagens com anti-aliasing.
- Suporte completo a SLD, tanto como definições do usuário (POST e GET), quanto como usado na configuração de estilos.
- Suporte completo a filtros em todos os formatos de dados no WFS.
- Suporte para transações de banco de dados atômicas através do protocolo padrão WFS-T, disponível para todos os formatos de dados.
- Baseado em servlets Java (JEE), pode rodar em qualquer servlet container.
- Projetado para extensões.
- Fácil de escrever novos formatos de dados com a interface de armazenamento de dados GeoTools e classes de ajuda.